# 迪龙 (蒙大拿州)
迪龙（英語：Dillon）是美国西北部蒙大拿州的一座城镇。根据2020年美國人口普查，该城镇的人口为3,880人，在蒙大拿州排行第21。使用北美山区时区（UTC-7，夏季为UTC-6）作为标准时间。